# Sanila
Sanila fue un lugarteniente del conde Gaucelmo del Rosellón y de Ampurias, (hermano de Bernardo de Septimania). Era de origen godo.
En 820 formuló la acusación contra el conde de Barcelona, Bera, en el Palacio Imperial, y le desafió a resolver la cuestión en un duelo judicial al cual el Emperador, Luis el Piadoso, tras intentar solucionarlo pacíficamente, tuvo que acceder. Sanila, que era más joven que Bera, escogió un sistema de lucha típicamente godo, casi desconocidas por los francos: a caballo, con jabalina y armas ligeras, al cual los francos no estaban acostumbrados (éste fue el primer precedente de los duelos de la Edad Media), venció en el combate provocando la deposición de Bera.
Reaparece en 832 o 833 cuando abandona, junto con Gaucelmo, los combates de Rasés y Conflent, donde intentaba resistirse a la pérdida de sus territorios.
En 834 murió luchando en las guerras civiles del Imperio en Chalon-sur-Saône, donde también murieron Gaucelmo y su hermana monja, Gerberga.